# Knockan Crag

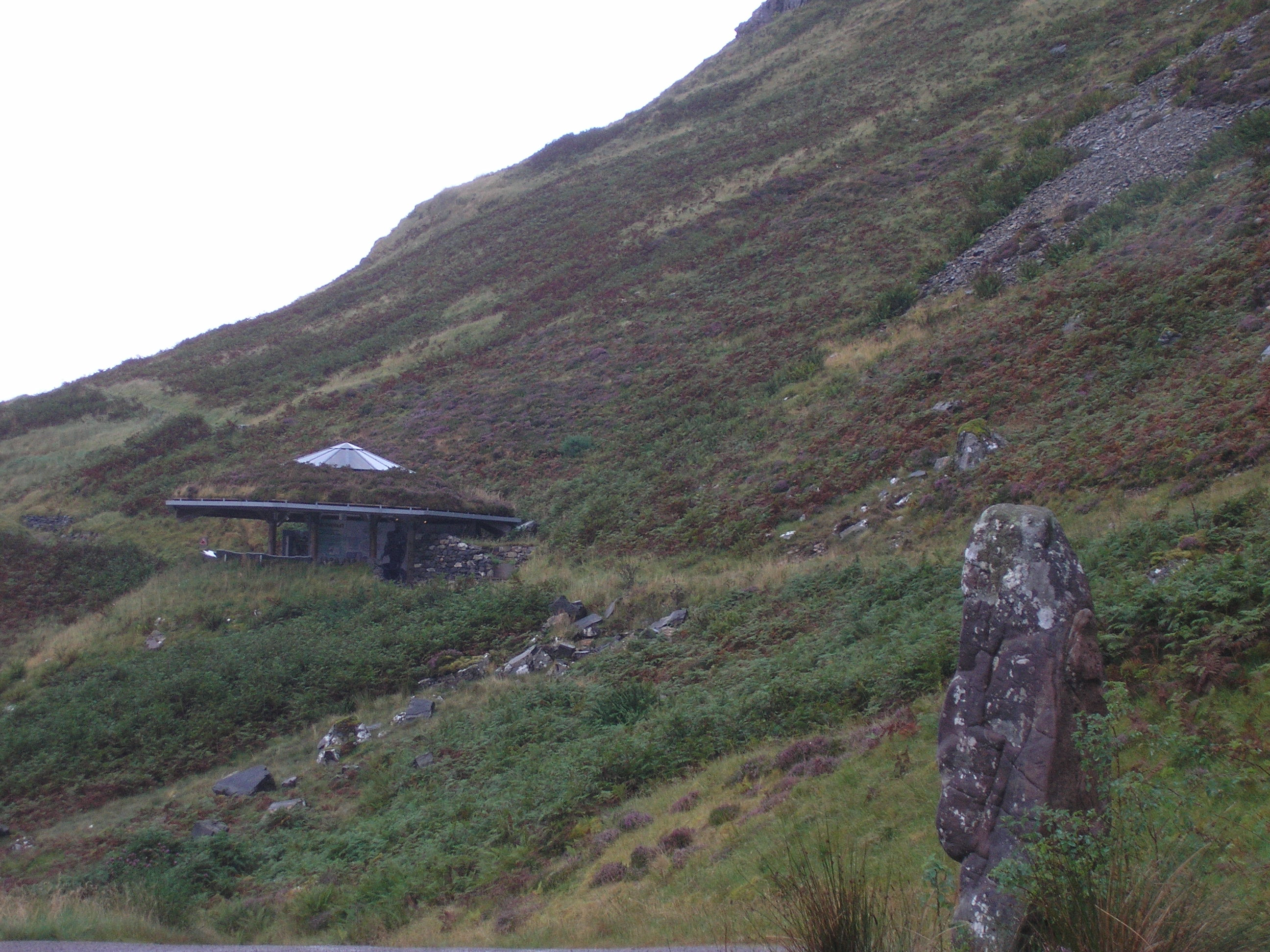
Centro de visitantes de Knockan Crag.

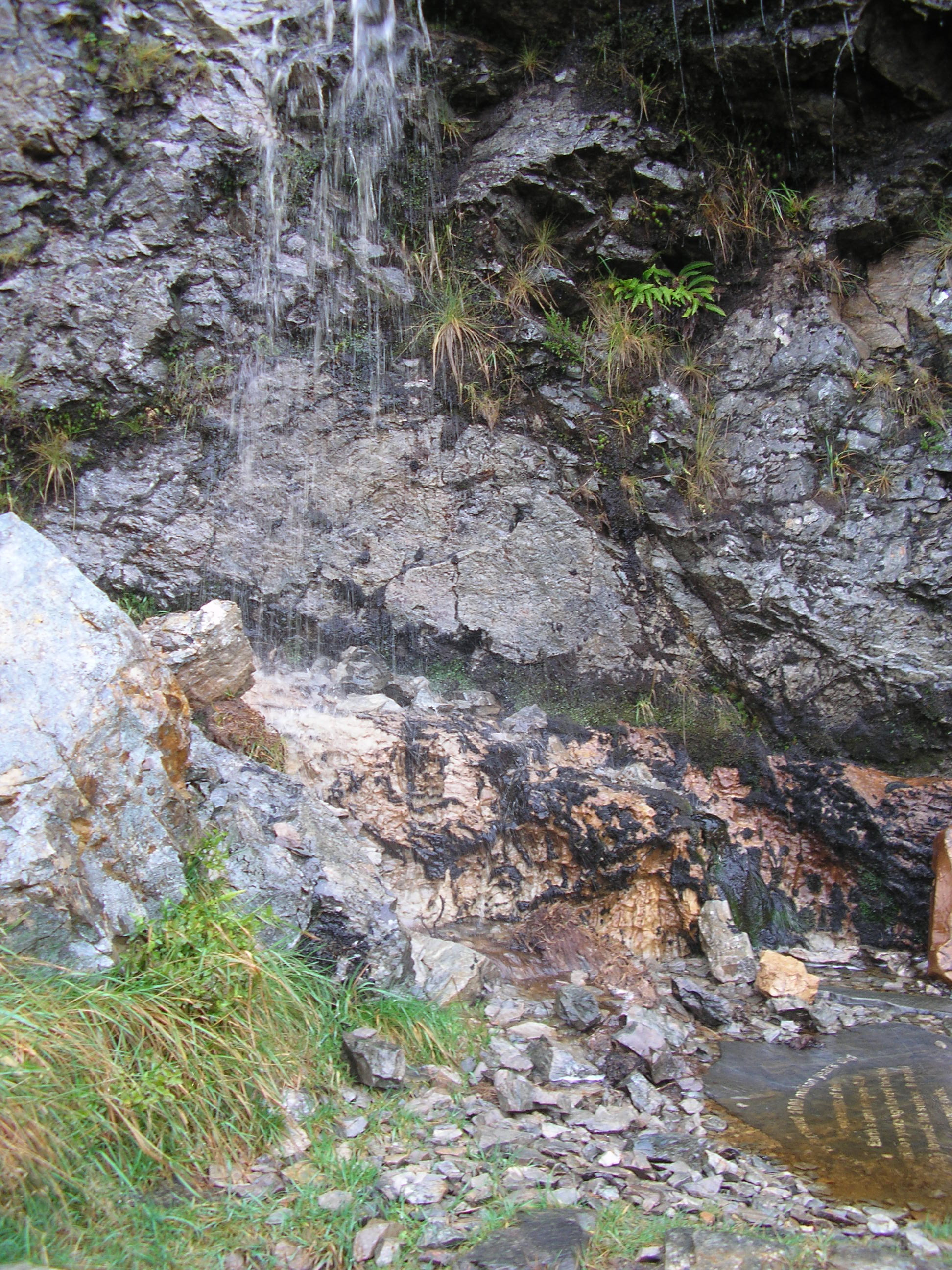
La falla de Moine Thrust en Knockan Crag.

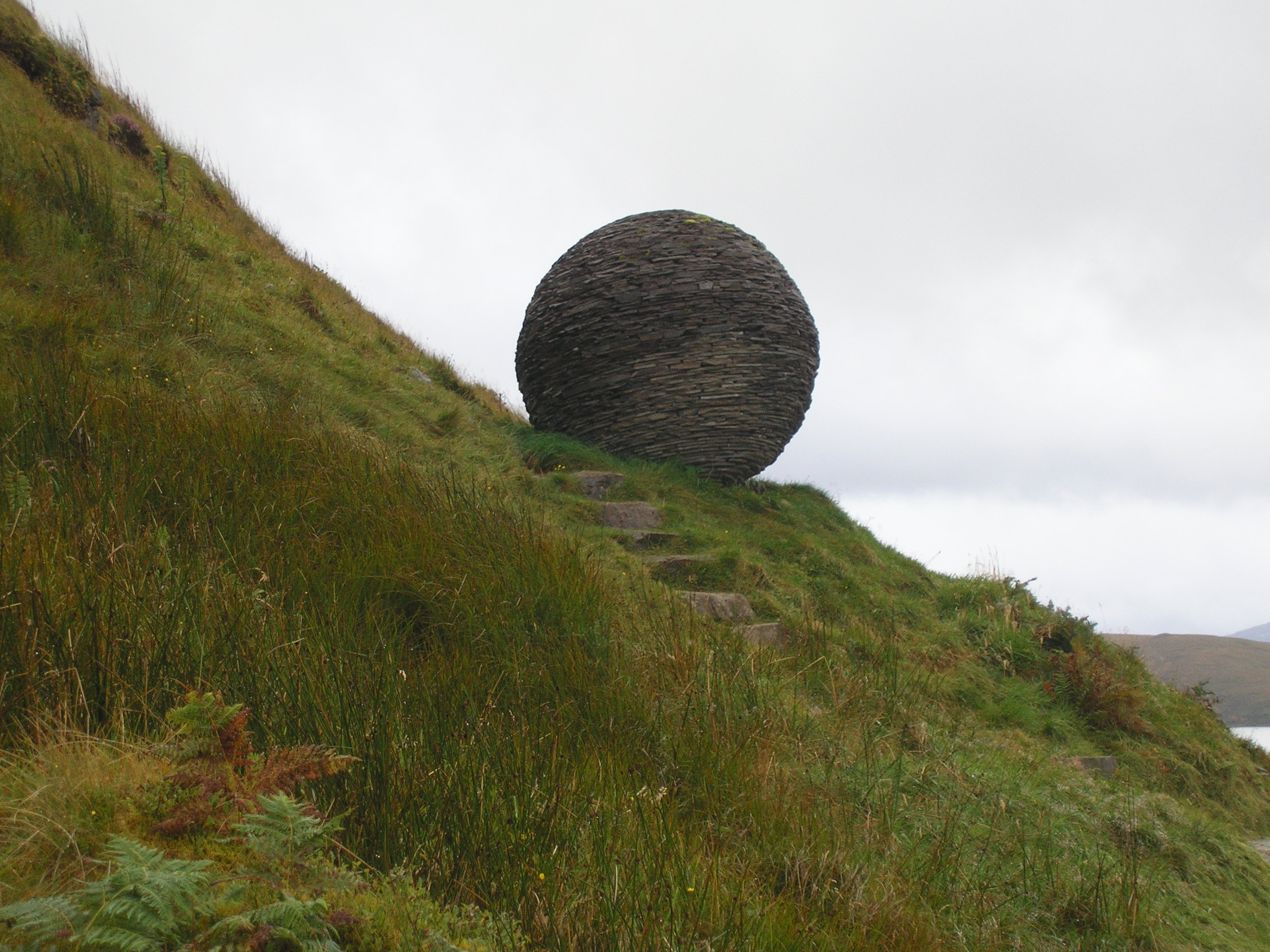
The Globe

Knockan Crag es una serie de acantilados en Assynt, Escocia (Reino Unido)a 21 kilómetros al norte de Ullapool. El nombre es una anglicización de la expresión gaélica Creag a' Chnocain que significa "peñasco de la pequeña colina".
El Moine Thrust corre a través del peñasco y hay un pequeño centro de visitantes que ofrece interpretación y obras de arte que explican el trasfondo de la "controversia de las Tierras Altas" en relación con la geología de la zona.

## Significado geológico
Durante el siglo XIX destacados geólogos tuvieron un prolongado y amargo debate sobre la línea de fractura aquí expuesta. La discusión se produjo principalmente entre Roderick Murchison y Archibald Geikie por un lado y James Nicol y Charles Lapworth por otro. Fue finalmente resuelto por obra de Ben Peach y John Horne cuyo texto de 1907 sobre el tema se ha convertido en un clásico.
El principal conflicto era que los esquistos de Moine en la parte alta del peñasco parecían más antiguos que las rocas cámbricas y ordovícicas como la caliza de Durness en la parte inferior. Murchison y Geikie creían que la secuencia estaba equivocada y que los esquistos de Moine tenían que ser rocas más jóvenes. El acertijo fue explicado por la acción de una falla inversa - siendo esta la primera en descubrirse en todo el mundo. Las rocas más antiguas habían sido movidas alrededor de 70 kilómetros al este sobre lo alto de rocas más jóvenes debido a la acción tectónica.
Un monumento a la obra de Peach y Horne se erigió por la comunidad geológica internacional en Inchnadamph unas millas al norte.

## Centro de visitantes
La reserva natural nacional de Knockan Crag es parte del geoparque de las Tierras Altas Noroccidentales, inaugurado en 2004 y parte de la red internacional de geoparques.
Hay un centro de interpretación para los visitantes y varios senderos a lo largo del peñasco explicando los rasgos e incluyendo obras de arte como The Globe, obra de Joe Smith.

## Fauna
Hay una población de tarabillas viviendo cerca del centro de visitantes y cuervos en la zona.